# Maira elysiaca
Maira elysiaca là một loài ruồi trong họ Asilidae. Maira elysiaca được Osten-Sacken miêu tả năm 1881. Loài này phân bố ở miền Australasia.